# Championnat du monde masculin de curling 1997
Navigation
Édition précédente Édition suivante
Le Championnat du monde masculin de curling 1997 (nom officiel : Ford World Men's Curling Championship) est la 39e édition de cette compétition de curling.
Il a été organisé en Suisse dans la ville de Berne, dans le Stade de l'Allmend du 12 au 20 avril 1997.

## Équipes
| Australie | Canada | Danemark | Finlande |
| --- | --- | --- | --- |
| Sydney Harbour CC, Sydney Skip: Hugh Millikin Third: Gerald Chick Second: Stephen Johns Lead: Stephen Hewitt Remplaçant : Jonathan Wade      | Ottewell CC, Edmonton, Alberta Skip: Kevin Martin Third: Don Walchuk Second: Rudy Ramcharan Lead: Don Bartlett Remplaçant : Jules Owchar | Hvidovre CC, Hvidovre Skip: Ulrik Schmidt Third: Lasse Lavrsen Second: Brian Hansen Lead: Ulrik Damm Remplaçant : Carsten Svensgaard | Hyvinkää CC, Hyvinkää Skip: Markku Uusipaavalniemi Third: Wille Mäkelä Second: Jussi Uusipaavalniemi Lead: Tommi Häti Remplaçant : Jouni Weckman |
| Allemagne | Norvège | Écosse | Suède |
| Füssen CC, Füssen Skip: Andy Kapp Third: Uli Kapp Second: Oliver Axnick Lead: Holger Höhne Remplaçant : Michael Schäffer                     | Stabekk CC, Oslo Skip: Pål Trulsen Third: Lars Vågberg Second: Bent Ånund Ramsfjell Lead: Knut Ivar Moe Remplaçant : Morten Halsa        | Castle Kennedy CC, Stranraer Skip: Hammy McMillan Third: Norman Brown Second: Mike Hay Lead: Brian Binnie Remplaçant : Peter Loudon  | Östersunds CK, Östersund Skip: Peja Lindholm Third: Tomas Nordin Second: Magnus Swartling Lead: Peter Narup Remplaçant : Marcus Feldt            |
| Suisse | États-Unis | | |
| Basel-Ysfäger CC, Bâle Skip: Patrick Netzer Third: Markus Widmer Second: Damian Grichting Lead: Fabian Burckhardt Remplaçant : Tobias Treyer | Langdon CC, Langdon Skip: Craig Disher Third: Kevin Kakela Second: Joel Jacobson Lead: Paul Peterson Remplaçant : Randy Darling          | | |

## Classement
| Pays       | Skip                   | V | D |
| ---------- | ---------------------- | - | - |
| Canada     | Kevin Martin           | 7 | 2 |
| Écosse     | Hammy McMillan         | 7 | 2 |
| Allemagne  | Andy Kapp              | 6 | 3 |
| Suède      | Peja Lindholm          | 6 | 3 |
| Danemark   | Ulrik Schmidt          | 5 | 4 |
| États-Unis | Craig Disher           | 4 | 5 |
| Australie  | Hugh Millikin          | 3 | 6 |
| Norvège    | Pål Trulsen            | 3 | 6 |
| Suisse     | Patrick Netzer         | 3 | 6 |
| Finlande   | Markku Uusipaavalniemi | 1 | 8 |

*Légende: V = Victoire - D = Défaite

## Résultats

### Match 1
| Équipes          | 1 | 2 | 3 | 4 | 5 | 6 | 7 | 8 | 9 | 10 | Total |
| ---------------- | - | - | - | - | - | - | - | - | - | -- | ----- |
| Canada (Martin)  | – | – | – | – | – | – | – | – | – | –  | 9     |
| Suède (Lindholm) | – | – | – | – | – | – | – | – | – | –  | 6     |

| Équipes                    | 1 | 2 | 3 | 4 | 5 | 6 | 7 | 8 | 9 | 10 | Total |
| -------------------------- | - | - | - | - | - | - | - | - | - | -- | ----- |
| Allemagne (Kapp)           | – | – | – | – | – | – | – | – | – | –  | 7     |
| Finlande (Uusipaavalniemi) | – | – | – | – | – | – | – | – | – | –  | 6     |

| Équipes              | 1 | 2 | 3 | 4 | 5 | 6 | 7 | 8 | 9 | 10 | Total |
| -------------------- | - | - | - | - | - | - | - | - | - | -- | ----- |
| États-Unis (Disher)  | – | – | – | – | – | – | – | – | – | –  | 9     |
| Australie (Millikin) | – | – | – | – | – | – | – | – | – | –  | 5     |

| Équipes           | 1 | 2 | 3 | 4 | 5 | 6 | 7 | 8 | 9 | 10 | Total |
| ----------------- | - | - | - | - | - | - | - | - | - | -- | ----- |
| Écosse (McMillan) | – | – | – | – | – | – | – | – | – | –  | 3     |
| Suisse (Netzer)   | – | – | – | – | – | – | – | – | – | –  | 6     |

| Équipes            | 1 | 2 | 3 | 4 | 5 | 6 | 7 | 8 | 9 | 10 | Total |
| ------------------ | - | - | - | - | - | - | - | - | - | -- | ----- |
| Norvège (Trulsen)  | – | – | – | – | – | – | – | – | – | –  | 5     |
| Danemark (Schmidt) | – | – | – | – | – | – | – | – | – | –  | 7     |

### Match 2
| Équipes                    | 1 | 2 | 3 | 4 | 5 | 6 | 7 | 8 | 9 | 10 | Total |
| -------------------------- | - | - | - | - | - | - | - | - | - | -- | ----- |
| Norvège (Trulsen)          | – | – | – | – | – | – | – | – | – | –  | 7     |
| Finlande (Uusipaavalniemi) | – | – | – | – | – | – | – | – | – | –  | 05    |

| Équipes              | 1 | 2 | 3 | 4 | 5 | 6 | 7 | 8 | 9 | 10 | Total |
| -------------------- | - | - | - | - | - | - | - | - | - | -- | ----- |
| Danemark (Schmidt)   | – | – | – | – | – | – | – | – | – | –  | 4     |
| Australie (Millikin) | – | – | – | – | – | – | – | – | – | –  | 3     |

| Équipes           | 1 | 2 | 3 | 4 | 5 | 6 | 7 | 8 | 9 | 10 | Total |
| ----------------- | - | - | - | - | - | - | - | - | - | -- | ----- |
| Canada (Martin)   | – | – | – | – | – | – | – | – | – | –  | 7     |
| Écosse (McMillan) | – | – | – | – | – | – | – | – | – | –  | 6     |

| Équipes             | 1 | 2 | 3 | 4 | 5 | 6 | 7 | 8 | 9 | 10 | Total |
| ------------------- | - | - | - | - | - | - | - | - | - | -- | ----- |
| États-Unis (Disher) | – | – | – | – | – | – | – | – | – | –  | 7     |
| Suède (Lindholm)    | – | – | – | – | – | – | – | – | – | –  | 8     |

| Équipes          | 1 | 2 | 3 | 4 | 5 | 6 | 7 | 8 | 9 | 10 | Total |
| ---------------- | - | - | - | - | - | - | - | - | - | -- | ----- |
| Allemagne (Kapp) | – | – | – | – | – | – | – | – | – | –  | 5     |
| Suisse (Netzer)  | – | – | – | – | – | – | – | – | – | –  | 4     |

### Match 3
| Équipes            | 1 | 2 | 3 | 4 | 5 | 6 | 7 | 8 | 9 | 10 | Total |
| ------------------ | - | - | - | - | - | - | - | - | - | -- | ----- |
| Suisse (Netzer)    | – | – | – | – | – | – | – | – | – | –  | 3     |
| Danemark (Schmidt) | – | – | – | – | – | – | – | – | – | –  | 8     |

| Équipes           | 1 | 2 | 3 | 4 | 5 | 6 | 7 | 8 | 9 | 10 | Total |
| ----------------- | - | - | - | - | - | - | - | - | - | -- | ----- |
| Écosse (McMillan) | – | – | – | – | – | – | – | – | – | –  | 8     |
| Suède (Lindholm)  | – | – | – | – | – | – | – | – | – | –  | 3     |

| Équipes           | 1 | 2 | 3 | 4 | 5 | 6 | 7 | 8 | 9 | 10 | Total |
| ----------------- | - | - | - | - | - | - | - | - | - | -- | ----- |
| Allemagne (Kapp)  | – | – | – | – | – | – | – | – | – | –  | 5     |
| Norvège (Trulsen) | – | – | – | – | – | – | – | – | – | –  | 4     |

| Équipes              | 1 | 2 | 3 | 4 | 5 | 6 | 7 | 8 | 9 | 10 | Total |
| -------------------- | - | - | - | - | - | - | - | - | - | -- | ----- |
| Australie (Millikin) | – | – | – | – | – | – | – | – | – | –  | 5     |
| Canada (Martin)      | – | – | – | – | – | – | – | – | – | –  | 8     |

| Équipes                    | 1 | 2 | 3 | 4 | 5 | 6 | 7 | 8 | 9 | 10 | Total |
| -------------------------- | - | - | - | - | - | - | - | - | - | -- | ----- |
| États-Unis (Disher)        | – | – | – | – | – | – | – | – | – | –  | 5     |
| Finlande (Uusipaavalniemi) | – | – | – | – | – | – | – | – | – | –  | 6     |

### Match 4
| Équipes          | 1 | 2 | 3 | 4 | 5 | 6 | 7 | 8 | 9 | 10 | Total |
| ---------------- | - | - | - | - | - | - | - | - | - | -- | ----- |
| Suède (Lindholm) | – | – | – | – | – | – | – | – | – | –  | 3     |
| Allemagne (Kapp) | – | – | – | – | – | – | – | – | – | –  | 12    |

| Équipes             | 1 | 2 | 3 | 4 | 5 | 6 | 7 | 8 | 9 | 10 | Total |
| ------------------- | - | - | - | - | - | - | - | - | - | -- | ----- |
| Canada (Martin)     | – | – | – | – | – | – | – | – | – | –  | 7     |
| États-Unis (Disher) | – | – | – | – | – | – | – | – | – | –  | 5     |

| Équipes                    | 1 | 2 | 3 | 4 | 5 | 6 | 7 | 8 | 9 | 10 | Total |
| -------------------------- | - | - | - | - | - | - | - | - | - | -- | ----- |
| Finlande (Uusipaavalniemi) | – | – | – | – | – | – | – | – | – | –  | 4     |
| Danemark (Schmidt)         | – | – | – | – | – | – | – | – | – | –  | 7     |

| Équipes           | 1 | 2 | 3 | 4 | 5 | 6 | 7 | 8 | 9 | 10 | Total |
| ----------------- | - | - | - | - | - | - | - | - | - | -- | ----- |
| Suisse (Netzer)   | – | – | – | – | – | – | – | – | – | –  | 5     |
| Norvège (Trulsen) | – | – | – | – | – | – | – | – | – | –  | 7     |

| Équipes              | 1 | 2 | 3 | 4 | 5 | 6 | 7 | 8 | 9 | 10 | Total |
| -------------------- | - | - | - | - | - | - | - | - | - | -- | ----- |
| Écosse (McMillan)    | – | – | – | – | – | – | – | – | – | –  | 9     |
| Australie (Millikin) | – | – | – | – | – | – | – | – | – | –  | 5     |

### Match 5
| Équipes             | 1 | 2 | 3 | 4 | 5 | 6 | 7 | 8 | 9 | 10 | Total |
| ------------------- | - | - | - | - | - | - | - | - | - | -- | ----- |
| États-Unis (Disher) | – | – | – | – | – | – | – | – | – | –  | 6     |
| Norvège (Trulsen)   | – | – | – | – | – | – | – | – | – | –  | 5     |

| Équipes              | 1 | 2 | 3 | 4 | 5 | 6 | 7 | 8 | 9 | 10 | Total |
| -------------------- | - | - | - | - | - | - | - | - | - | -- | ----- |
| Australie (Millikin) | – | – | – | – | – | – | – | – | – | –  | 8     |
| Allemagne (Kapp)     | – | – | – | – | – | – | – | – | – | –  | 6     |

| Équipes          | 1 | 2 | 3 | 4 | 5 | 6 | 7 | 8 | 9 | 10 | Total |
| ---------------- | - | - | - | - | - | - | - | - | - | -- | ----- |
| Suisse (Netzer)  | – | – | – | – | – | – | – | – | – | –  | 4     |
| Suède (Lindholm) | – | – | – | – | – | – | – | – | – | –  | 12    |

| Équipes                    | 1 | 2 | 3 | 4 | 5 | 6 | 7 | 8 | 9 | 10 | Total |
| -------------------------- | - | - | - | - | - | - | - | - | - | -- | ----- |
| Finlande (Uusipaavalniemi) | – | – | – | – | – | – | – | – | – | –  | 1     |
| Écosse (McMillan)          | – | – | – | – | – | – | – | – | – | –  | 9     |

| Équipes            | 1 | 2 | 3 | 4 | 5 | 6 | 7 | 8 | 9 | 10 | Total |
| ------------------ | - | - | - | - | - | - | - | - | - | -- | ----- |
| Danemark (Schmidt) | – | – | – | – | – | – | – | – | – | –  | 8     |
| Canada (Martin)    | – | – | – | – | – | – | – | – | – | –  | 6     |

### Match 6
| Équipes            | 1 | 2 | 3 | 4 | 5 | 6 | 7 | 8 | 9 | 10 | Total |
| ------------------ | - | - | - | - | - | - | - | - | - | -- | ----- |
| Danemark (Schmidt) | – | – | – | – | – | – | – | – | – | –  | 3     |
| Écosse (McMillan)  | – | – | – | – | – | – | – | – | – | –  | 5     |

| Équipes         | 1 | 2 | 3 | 4 | 5 | 6 | 7 | 8 | 9 | 10 | Total |
| --------------- | - | - | - | - | - | - | - | - | - | -- | ----- |
| Suisse (Netzer) | – | – | – | – | – | – | – | – | – | –  | 4     |
| Canada (Martin) | – | – | – | – | – | – | – | – | – | –  | 7     |

| Équipes                    | 1 | 2 | 3 | 4 | 5 | 6 | 7 | 8 | 9 | 10 | Total |
| -------------------------- | - | - | - | - | - | - | - | - | - | -- | ----- |
| Australie (Millikin)       | – | – | – | – | – | – | – | – | – | –  | 8     |
| Finlande (Uusipaavalniemi) | – | – | – | – | – | – | – | – | – | –  | 4     |

| Équipes             | 1 | 2 | 3 | 4 | 5 | 6 | 7 | 8 | 9 | 10 | Total |
| ------------------- | - | - | - | - | - | - | - | - | - | -- | ----- |
| Allemagne (Kapp)    | – | – | – | – | – | – | – | – | – | –  | 6     |
| États-Unis (Disher) | – | – | – | – | – | – | – | – | – | –  | 8     |

| Équipes           | 1 | 2 | 3 | 4 | 5 | 6 | 7 | 8 | 9 | 10 | Total |
| ----------------- | - | - | - | - | - | - | - | - | - | -- | ----- |
| Suède (Lindholm)  | – | – | – | – | – | – | – | – | – | –  | 6     |
| Norvège (Trulsen) | – | – | – | – | – | – | – | – | – | –  | 4     |

### Match 7
| Équipes                    | 1 | 2 | 3 | 4 | 5 | 6 | 7 | 8 | 9 | 10 | Total |
| -------------------------- | - | - | - | - | - | - | - | - | - | -- | ----- |
| Finlande (Uusipaavalniemi) | – | – | – | – | – | – | – | – | – | –  | 2     |
| Canada (Martin)            | – | – | – | – | – | – | – | – | – | –  | 10    |

| Équipes            | 1 | 2 | 3 | 4 | 5 | 6 | 7 | 8 | 9 | 10 | Total |
| ------------------ | - | - | - | - | - | - | - | - | - | -- | ----- |
| Suède (Lindholm)   | – | – | – | – | – | – | – | – | – | –  | 6     |
| Danemark (Schmidt) | – | – | – | – | – | – | – | – | – | –  | 4     |

| Équipes           | 1 | 2 | 3 | 4 | 5 | 6 | 7 | 8 | 9 | 10 | Total |
| ----------------- | - | - | - | - | - | - | - | - | - | -- | ----- |
| Écosse (McMillan) | – | – | – | – | – | – | – | – | – | –  | 5     |
| Allemagne (Kapp)  | – | – | – | – | – | – | – | – | – | –  | 2     |

| Équipes              | 1 | 2 | 3 | 4 | 5 | 6 | 7 | 8 | 9 | 10 | Total |
| -------------------- | - | - | - | - | - | - | - | - | - | -- | ----- |
| Norvège (Trulsen)    | – | – | – | – | – | – | – | – | – | –  | 7     |
| Australie (Millikin) | – | – | – | – | – | – | – | – | – | –  | 6     |

| Équipes             | 1 | 2 | 3 | 4 | 5 | 6 | 7 | 8 | 9 | 10 | Total |
| ------------------- | - | - | - | - | - | - | - | - | - | -- | ----- |
| Suisse (Netzer)     | – | – | – | – | – | – | – | – | – | –  | 8     |
| États-Unis (Disher) | – | – | – | – | – | – | – | – | – | –  | 6     |

### Match 8
| Équipes              | 1 | 2 | 3 | 4 | 5 | 6 | 7 | 8 | 9 | 10 | Total |
| -------------------- | - | - | - | - | - | - | - | - | - | -- | ----- |
| Australie (Millikin) | – | – | – | – | – | – | – | – | – | –  | 8     |
| Suisse (Netzer)      | – | – | – | – | – | – | – | – | – | –  | 7     |

| Équipes           | 1 | 2 | 3 | 4 | 5 | 6 | 7 | 8 | 9 | 10 | Total |
| ----------------- | - | - | - | - | - | - | - | - | - | -- | ----- |
| Norvège (Trulsen) | – | – | – | – | – | – | – | – | – | –  | 4     |
| Écosse (McMillan) | – | – | – | – | – | – | – | – | – | –  | 5     |

| Équipes             | 1 | 2 | 3 | 4 | 5 | 6 | 7 | 8 | 9 | 10 | Total |
| ------------------- | - | - | - | - | - | - | - | - | - | -- | ----- |
| Danemark (Schmidt)  | – | – | – | – | – | – | – | – | – | –  | 8     |
| États-Unis (Disher) | – | – | – | – | – | – | – | – | – | –  | 9     |

| Équipes                    | 1 | 2 | 3 | 4 | 5 | 6 | 7 | 8 | 9 | 10 | Total |
| -------------------------- | - | - | - | - | - | - | - | - | - | -- | ----- |
| Suède (Lindholm)           | – | – | – | – | – | – | – | – | – | –  | 8     |
| Finlande (Uusipaavalniemi) | – | – | – | – | – | – | – | – | – | –  | 7     |

| Équipes          | 1 | 2 | 3 | 4 | 5 | 6 | 7 | 8 | 9 | 10 | Total |
| ---------------- | - | - | - | - | - | - | - | - | - | -- | ----- |
| Canada (Martin)  | – | – | – | – | – | – | – | – | – | –  | 6     |
| Allemagne (Kapp) | – | – | – | – | – | – | – | – | – | –  | 7     |

### Match 9
| Équipes             | 1 | 2 | 3 | 4 | 5 | 6 | 7 | 8 | 9 | 10 | Total |
| ------------------- | - | - | - | - | - | - | - | - | - | -- | ----- |
| Écosse (McMillan)   | – | – | – | – | – | – | – | – | – | –  | 7     |
| États-Unis (Disher) | – | – | – | – | – | – | – | – | – | –  | 6     |

| Équipes                    | 1 | 2 | 3 | 4 | 5 | 6 | 7 | 8 | 9 | 10 | Total |
| -------------------------- | - | - | - | - | - | - | - | - | - | -- | ----- |
| Finlande (Uusipaavalniemi) | – | – | – | – | – | – | – | – | – | –  | 7     |
| Suisse (Netzer)            | – | – | – | – | – | – | – | – | – | –  | 9     |

| Équipes           | 1 | 2 | 3 | 4 | 5 | 6 | 7 | 8 | 9 | 10 | Total |
| ----------------- | - | - | - | - | - | - | - | - | - | -- | ----- |
| Norvège (Trulsen) | – | – | – | – | – | – | – | – | – | –  | 6     |
| Canada (Martin)   | – | – | – | – | – | – | – | – | – | –  | 11    |

| Équipes            | 1 | 2 | 3 | 4 | 5 | 6 | 7 | 8 | 9 | 10 | Total |
| ------------------ | - | - | - | - | - | - | - | - | - | -- | ----- |
| Danemark (Schmidt) | – | – | – | – | – | – | – | – | – | –  | 6     |
| Allemagne (Kapp)   | – | – | – | – | – | – | – | – | – | –  | 7     |

| Équipes              | 1 | 2 | 3 | 4 | 5 | 6 | 7 | 8 | 9 | 10 | Total |
| -------------------- | - | - | - | - | - | - | - | - | - | -- | ----- |
| Australie (Millikin) | – | – | – | – | – | – | – | – | – | –  | 5     |
| Suède (Lindholm)     | – | – | – | – | – | – | – | – | – | –  | 7     |

### Playoffs
|  | Demi-finales | Demi-finales |       |   | Finale | Finale |
|  | Demi-finales | Demi-finales |       |   | Finale | Finale |
|  |              |              |       |   |        |        |
|  |              |              |       |   |        |        |
|  |              |              |       |   |        |        |
|  | Canada       | 4            |       |   |        |        |
|  | Canada       | 4            |       |   |        |        |
|  | Suède        | 6            |       |   |        |        |
|  | Suède        | 6            | Suède | 6 |        |        |
|  |              |              | Suède | 6 |        |        |
|  |              | Allemagne    | 3     |   |        |        |
|  | Écosse       | Allemagne    | 3     | 3 |        |        |
|  | Écosse       |              |       | 3 |        |        |
|  | Allemagne    | 6            |       |   |        |        |
|  | Allemagne    | 6            |       |   |        |        |

|  | Médaille de Bronze |        |   |
|  |                    |        |   |
|  | Canada             | Canada | 4 |
|  | Écosse             | Écosse | 8 |

#### Finale
| Équipes          | 1 | 2 | 3 | 4 | 5 | 6 | 7 | 8 | 9 | 10 | Total |
| ---------------- | - | - | - | - | - | - | - | - | - | -- | ----- |
| Suède (Lindholm) | 0 | 0 | 1 | 0 | 0 | 0 | 4 | 0 | 1 | X  | 6     |
| Allemagne (Kapp) | 0 | 1 | 0 | 0 | 1 | 0 | 0 | 1 | 0 | X  | 3     |

| Champion du monde de curling 1997 |
| --------------------------------- |
| Suède 3e titre                    |